# Birao jezik
Birao jezik (ISO 639-3: brr; mbirao), austronezijski jezik kojim govori 5 900 ljudi (1999 SIL) na istoku otoka Guadalcanal u Solomonskim otocima.
Zajedno s jezicima ghari [gri], malango [mln] i talise [tlr] čini guadalcanalsku podskupinu Gela-Guadalcanalskih jezika.

## Vanjske poveznice
- Ethnologue (14th)
- Ethnologue (15th)